# گونار جروویل
گونار جروویل (انگلیسی: Gunnar Jervill؛ زادهٔ ۲۳ نوامبر ۱۹۴۵) کماندار اهل سوئد است.